# Tomas Polus
Tomas Polus, född 1634 i Reval, död 1708 i Stockholm, var en svensk greve och ämbetsman; riksråd och kungligt råd (med den för tiden otypiska titeln statsråd) (från 1697).

## Biografi
Föräldrar var poësos professorn vid gymnasiet i Reval Timoteus Polus Martisburgiensis och Elisabet von Werendes. Fadern dog tidigt och pojken blev då fosterson hos faderns vän, domprosten Holstenius i Västerås, och han började i skolan där. Sedan han fullbordat sina studier i Sverige och gjort den sedvanliga utlandsresan, anställdes han först 1665 som sekreterare hos hertig Adolf Johan, men utnämndes redan samma år till referendarie och registrator i kungliga kansliet. År 1666 fick han som legationssekreterare åtfölja svenska ambassaden till England och bevista fredskongressen i Breda, varefter han 1671 blev hovråd hos änkedrottning Hedvig Eleonora och adlades 1673 med bibehållande av sitt ofrälse namn. 
Trots att kung Karl XI använde hans tjänster och att han hade kungens fulla förtroende, stannade han på denna underordnade plats i mer än tjugo år, till 1693, då han befordrades till kansliråd och utnämndes till statssekreterare för utrikesexpeditionen. Året därefter antogs han till kronprinsen Karls lärare och kom med tiden att stå honom mycket nära. Då Karl XII blev kung upphöjdes Tomas Polus och Carl Piper till kungligt råd och riksråd 1697 och blev friherrar och grevar 1698. Han fortsatte att handha utländska ärenden, tillsammans med Bengt Oxenstierna, under början Karl XII:s styrelse på samma sätt som han gjort under de sista åren av Karl XI:s regeringstid. Piper utövade dock ett allt större inflytande, både på denna förvaltningsgren och övriga. Tomas Polus skickades hem från krigsskådeplatsen eftersom han var gammal och sjuklig, då han bland annat blivit drabbad av "slag", och efter några år avled han i Stockholm.
I Solna kyrka finns Tomas Polus gravkor, bekostat av Ulrika Eleonora den yngre.

### Familj
Polus gifte sig 6 maj 1673 i Stockholm med Margareta Elisabet Möller (död 1694), dotter till hovrådet Johan Vincent Möller och Catharina Cruisa som i sin tur var dotter till professor Benedictus Crusius och Margareta Hartman.. De fick tillsammans barnen Gustaf Johan Polus (1674–1690), kammarherren Carl Vincent Polus (1674–1722), Catharina Elisabet Polus (1676–1690), Margareta Christina Polus (1677–1710) som var gift med överstelöjtnanten Johan Specth, Maria Beata Polus (1678–1739) som var gift med lagmannen Johan Nohlanvähr, överstelöjtnanten Tomas Polus (1679–1737) vid Livgardet, häradshövdingen Timoteus Polus (1680–1713) i Halland, Marta Dorotea Polus (1681–1768) som var gift med översten Otto Vilhelm Lydinghielm, Hedvig Polus (1683–1684), Sofia Polus (1684–1761) som var gift med kanslirådet Johan Peringskiöld och översten Johan Jakob Ehrensvärd, kaptenen Jakob Polus (1685–1726), Anna Brita Polus (1686–1692), underofficeren Adolf Polus (1687–1706) vid Livgardet, Eleonora Polus (1688–1763) som var gift med överstelöjtnanten Ernst Fredrik von Schwartzer och Charlotta Polus (1689–1751) som var gift med kaptenen Claes Johan Werdenhoff.